# Ímã dipolar

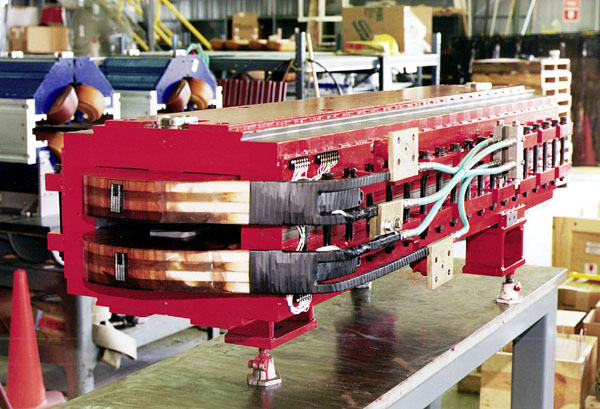
Ímã dipolar no Advanced Photon Source (Estados Unidos)

O ímã dipolar é um magneto usado nos aceleradores de partículas para criar um campo magnético homogêneo durante uma certa distância. O movimento das partículas nesse campo será circular num plano perpendicular ao campo e retilíneo na direcção ortogonal a ele. Assim, uma partícula injectada num ímã dipolar seguirá uma trajectória circular ou helicoidal. Juntando várias secções de dipolos no mesmo plano diminui-se o raio de curvatura do feixe.
Pelas suas característica são usados para :
- injecção e ejecção de partículas em aceleradores
- correcção da órbita da partícula
- produção da radiação sincrotrónica